# 도원산성
도원산성은 대한민국 충청남도 천안시 동남구 동면 화계리에 있다. 화계산성이라고도 한다. 1995년 5월 10일 천안시의 향토문화유산 제29호로 지정되었다.

## 개요
테뫼식 산성으로 둘레 600m이다.